# Дурная слава (фильм, 2006)
«Дурная слава» (англ. Infamous) — художественный фильм-биография режиссёра Дугласа Макграта, посвящённый истории создания книги «Хладнокровное убийство» (англ. Coldblood) писателем Труманом Капоте.

## Сюжет
Фильм повествует об истории создания книги, которая принесла известность писателю Труману Капоте — «Хладнокровное убийство». В 1959 году Капоте прочитал в газете небольшую заметку о зверском убийстве семьи фермеров в сельской глубинке Канзаса. История привлекла писателя, его заинтересовало то, как преступление было воспринято местными жителями и что двигало убийцами. Вместе со своей подругой, писательницей  Харпер Ли, он отправляется на место, чтобы лично поговорить с односельчанами, свидетелями и самими исполнителями убийства. Труман чувствует, что у него в руках может оказаться материал для сенсационной книги…

## В ролях
| Актёр               | Роль            |
| ------------------- | --------------- |
| Тоби Джоунс         | Труман Капоте   |
| Сандра Буллок       | Харпер Ли       |
| Дэниел Крейг        | Перри Смит      |
| Джефф Дэниэлс       | Элвин Девей     |
| Ли Пейс             | Ричард Хикок    |
| Питер Богданович    | Беннет Керф     |
| Хоуп Дейвис         | Слим Кейт       |
| Изабелла Росселлини | Марелла Агнелли |
| Сигурни Уивер       | Бейб Пейли      |
| Гвинет Пэлтроу      | Кити Дин        |

## Премии
- 2007 год — премия собрания лондонских кинокритиков — лучшему актёру (Тоби Джоунс).